# 陈志刚 (扶贫工作者)
陈志刚，中华人民共和国政治人物、全国脱贫攻坚先进个人。

## 生平
陈志刚任安乡县大湖口镇安福村驻村工作队队长兼第一书记，常德市交通运输综合行政执法支队一级主任科员。因在脱贫攻坚战中作出突出贡献，2021年2月25日全国脱贫攻坚总结表彰大会上，陈志刚被授予“全国脱贫攻坚先进个人”。